# 8367 Бокусуї
8367 Бокусуї (8367 Bokusui) — астероїд головного поясу, відкритий 23 жовтня 1990 року.
Тіссеранів параметр щодо Юпітера — 3,643.